# Hum, Brda
Hum je naselje v Občini Brda.